# Крепе
Крепе́ (фр. Crépey) — коммуна во французском департаменте Мёрт и Мозель региона Лотарингия. Относится к  кантону Коломбе-ле-Бель.	

## География
Крепе расположен в 25 км к юго-западу от Нанси. Соседние коммуны: Говиллер на юго-востоке, Селенкур и Долькур на юге, Коломбе-ле-Бель на западе, Аллам на северо-западе.

## История
- На территории коммуны находятся следы галло-романского периода.
- Капеллан Поль Крепе руководил реконструкцией местной церкви, после его смерти в 1815 году коммуна была названа Крепе в его память.

## Демография
Население коммуны на 2010 год составляло 348 человек.
| 1962 | 1968 | 1975 | 1982 | 1990 | 1999 | 2010 |
| ---- | ---- | ---- | ---- | ---- | ---- | ---- |
| 357  | 347  | 314  | 297  | 274  | 272  | 348  |

## Достопримечательности
- Церковь, реконструирована в 1787 году.
- Часовня Сен-Ламбер, развалины XIX века.